# Philippe Chaumontet
Philippe Chaumontet es un ex ciclista profesional francés, nacido en Annecy, el 4 de diciembre de 1961. 
Solamente fue profesional una campaña, la 1989, en el equipo español Puertas Mavisa. Fue un ciclista muy discreto y no obtuvo victorias como profesional.

## Palmarés
No obtuvo victorias en el campo profesional.

## Equipos
- Puertas Mavisa (1989)